# 864 Aase
864 Aase eller A921 SB är en asteroid i huvudbältet, som upptäcktes den 30 september 1921 av den tyske astronomen Karl Wilhelm Reinmuth. Den har fått sitt namn efter en karaktär i Peer Gynt av Henrik Ibsen.
Asteroiden har en diameter på ungefär 7 kilometer.